# 黑緣灰鮫
黑緣灰鮫（学名：Hypogaleus hyugaensis），又名下盔鯊、翅沙，为平滑鮫科下盔鯊屬下的一个种。